# Horville-en-Ornois
Horville-en-Ornois är en kommun i departementet Meuse i regionen Grand Est (tidigare regionen Lorraine) i nordöstra Frankrike. Kommunen ligger i kantonen Gondrecourt-le-Château som tillhör arrondissementet Commercy. År 2022 hade Horville-en-Ornois 46 invånare.

## Befolkningsutveckling
Antalet invånare i kommunen Horville-en-Ornois
| Referens: INSEE |